# Catoptria domaviellus
Catoptria domaviellus is een vlinder uit de familie grasmotten (Crambidae). De wetenschappelijke naam is voor het eerst geldig gepubliceerd in 1904 door Rebel.
De soort komt voor in Europa.